# Юдіно (Новосибірська область)
Юдіно (рос. Юдино) — присілок у Чистоозерному районі Новосибірської області Російської Федерації.
Входить до складу муніципального утворення міське поселення робітниче селище Чистоозерне. Населення становить 43 особи (2010).

## Історія
Згідно із законом від 2 червня 2004 року органом місцевого самоврядування є міське поселення робітниче селище Чистоозерне.

## Населення
| 2002 | 2007 | 2010 |
| ---- | ---- | ---- |
| 104  | ↘79  | ↘43  |